# Baśń o Arachne
Baśń o Arachne, też Prządki, Manufaktura tapiserii Santa Isabel (hiszp. Las Hilanderas) – barokowy obraz olejny autorstwa hiszpańskiego malarza Diega Velázqueza.

## Opis obrazu
Obraz jest podzielony na dwa plany (według niektórych badaczy na trzy). Na pierwszym znajduje się scena rodzajowa z wnętrzem królewskiej gobeliniarni, a na drugim scena dworska: damy oglądające lub kupujące gobeliny. Całość kojarzy się ze sceną teatralną: plan tylny przedstawia niszę podniesioną o dwa stopnie, z przodu natomiast, po lewej stronie, dziewczyna odsłania kotarę, co może imitować kurtynę proscenium. Dworka zwrócona jest jednocześnie w stronę starszej kobiety, która jedną ręką skręca przędzę, a drugą kręci korbkę kołowrotka. Z prawej strony, tyłem do widza, siedzi kolejna prządka, która ciągnie z motowidła nić, by ją owinąć wokół trzymanego drugą dłonią kłębka. Za nią kolejna dziewczyna przynosi kosz przędzy. Na środkowym planie widać ciemną rozmazaną sylwetkę kobiety w szkarłatnej spódnicy, zbierającą resztki wełny z podłogi i trzymającą gręplę.

## Historia obrazu i interpretacje
Obraz został namalowany prawdopodobnie dla dworskiego urzędnika i kolekcjonera, don Pedra de Arce. W jego inwentarzu zbiorów z 1664 roku widniał pod tytułami Minerva y Aragne (Minerwa i Arachne) oraz La fabula de Aragne (Baśń o Arachne). W kolejnym stuleciu dzieło zmieniało kilkakrotnie właścicieli: do 1711 roku znajdowało się w kolekcji IX księcia Medinaceli Luisa Francisca de la Cerda w Alkazar w Madrycie; do 1716 znajdował się w Pałacu Buen Retiro w Madrycie; do 1772 roku w Pałacu Królewskim w Madrycie (Nr. 982). W 1819 obraz trafił do Muzeum Prado, gdzie został zinwentaryzowany pod tytułem Las Hilanderes (Prządki) (Nr.1173).
Obraz funkcjonował również pod tytułem Manufaktura tapiserii Santa Isabela, który wywodzi się od małej fabryki, założonej przez króla Filipa II, a w 1625 roku przeniesionej do madryckiego klasztoru Santa Isabel. Tytuł i pierwszy plan malowidła nasuwał interpretacje polityczne, związane z okresem imperium hiszpańskich Habsburgów i z hołdem buntujących się prowincji wobec władzy centralnej. Na drugim planie po lewej stronie przy jednej z dam dworu stoi oparta wiolonczela. Niektórzy widzieli w niej symbol zgody lub nawiązanie do idei posłuszeństwa monarchii oraz kary i skruchy rebeliantów.
Wśród historyków sztuki dominują jednak dwie główne interpretacje dzieła, obie związane są z mitologią i historiami opowiedzianymi przez Katullusa i Owidiusza.

### Interpretacja na podstawie Katullusa
Głównym zwolennikiem interpretacji wywodzącej się od Katullusa był hiszpański filozof i znawca twórczości Velázqueza, José Ortega y Gasset. Według niego obraz stanowił ilustrację do poematu Wesele Peleusa i Tetydy. W utworze występują trzy parki, greckie mojry i córki Zeusa i Temidy: Lachesis, Kloto i Atropos. Boginie losu przedstawiano jako prządki odmierzające długość ludzkiego życia; Lechies identyfikowana była z kobietą z kołowrotkiem, Kloto z młotkiem i kłębkiem, a Atropos reprezentowała mroczna, słabo widoczna w głębi obrazu dziewczyna. Według poematu młode Tessalki oglądają kobierce, a parki śpiewają proroctwa i przędą: 

W lewej kądziel spowita płaszczem wełny miękkiej,

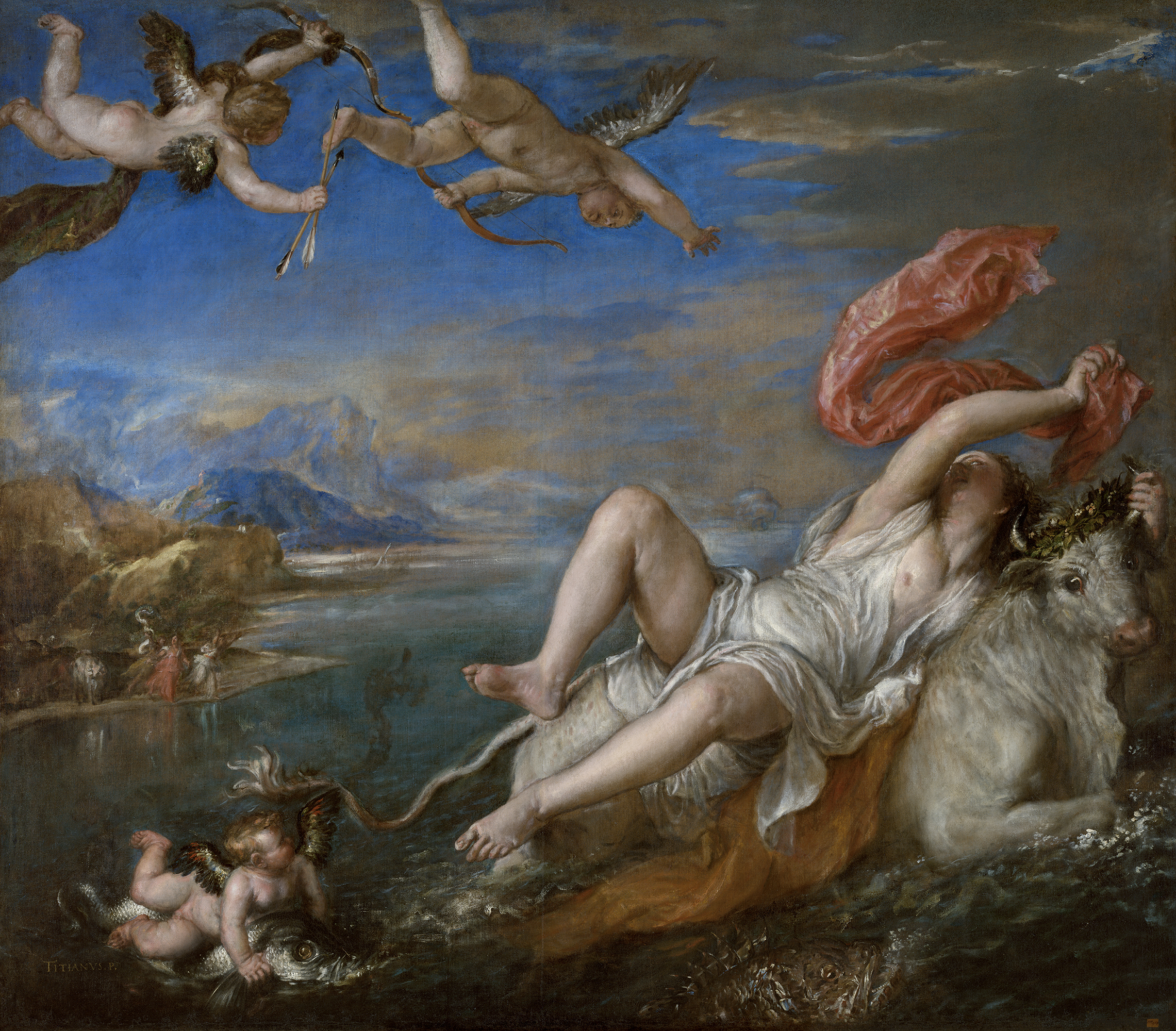
Porwanie Europy Tycjana

Szybko nić wysuwają palce drugiej ręki
Skręcając, palec wielki obraca wrzecionem,
Które wiruje gładkim krążkiem obciążone (...)
U samych nóg ich stały z wikliny koszyki,
Kryjąc runo białe, lśniące i puszyste

 Tematem obrazu może być przemijanie życia i czasu, a Atena nawiązuje do malarstwa zdolnego utrwalić ulotne chwile na płótnie.

### Interpretacja na podstawie Owidiusza
Druga, bardziej popularna interpretacja została stworzona przez Diega Iñigueza w 1948 roku. Rok później Charles de Tolnay potwierdził wysuniętą przez swojego hiszpańskiego kolegę hipotezę i dziś obraz występuje najczęściej pod tytułem Baśń o Arachne na przemian z Prządkami.
Owidiusz opowiada o Arachne, tkaczce mieszkającej w Lidii. Jej rękodzieła były znane zarówno wśród ludności, jak i wśród bogów Olimpu. Pewnego razu do zadufanej kobiety przyszła Atena pod postacią starej kobiety. Chciała nakłonić ją do zachowania skromności. Arachne odmówiła starszej kobiecie, ta ujawniła kim jest i stanęła w zawody z tkaczką. Jej tkanina przedstawiała głupców ukaranych za swoją butę; Arachne utkała dzieło, na którym przedstawiła bogów oddających się rozpuście oraz miłosne podboje Jupitera.
Obaj historycy wykazywali, iż przedstawiona przez Velázqueza starsza kobieta w białej chuście z kołowrotkiem jest personifikacją Ateny, a młodsza z motowidłem i kłębkiem to Arachne. Najważniejszym element dla identyfikacji dzieła znajduje się w jego tle. Jest to gobelin, sporządzony przez Arachne pt. Porwanie Europy. Na jego tle Velázquez umieścił pięć postaci: trzy damy dworu, Atenę i lidyjską księżniczkę. Atena występuje w charakterystycznym dla siebie hełmie, podnosi rękę by ukarać swoją rywalkę (według mitu zamieniła Arachne w pajęczycę). Do 1948 roku postać tych dwóch bohaterek uważano za figury z gobelinu. Dopiero E.G. Trapier wykazał, iż stoją one przed gobelinem wraz z trzema dworkami. Pierwszym historykiem, który rozpoznał w gobelinie obraz Tycjana pt. Porwanie Europy był Charles Ricketts w 1903 roku, a jego teorie potwierdził w 1946 Philip Hendy. Początkowo fakt wykorzystania tego dzieła przez artystę nie wzbudzał kontrowersji; było to pierwsze dzieło Tycjana zakupione przez Filipa II, uważane było za arcydzieło i dotyczyło Arachne. Dopiero w XX wieku w 1977 roku Mary C Volk, a następnie w 1991 roku Jonathan Brown, przedstawili inną koincydencję związaną z duchem neoplatońskim, równającą artystów i bogów. Jedna z teorii neoplatońskich wspominała o boskim statusie sztuk pięknych i o tym, że geniusz równy jest bogom. Dowodem tego był właśnie Tycjan, którego dzieła były podziwiane w całej Europie, za co otrzymał m.in. tytuł szlachecki z rąk hiszpańskiego Habsburga, cesarza Karola V oraz Order Złotej Ostrogi. Velázquez, uważając się za spadkobiercę Tycjana, pragnął również otrzymać podobne tytuły, lecz Rada zakonu Santiago sprzeciwiała się temu, twierdząc, iż osoby lub ich przodkowie trudniący się pracą rąk, w tym m.in. malarstwem zarobkowym, nie powinny dostępować zaszczytów. Velázquez malując za Tycjanem zwycięską Arachne równającą się z bóstwem, zaznaczał, że mistrzowie sztuk pięknych są równi bogom, a tym samym i on zasługuje na szlachectwo

## Ikonografia i techniki malarskie
Historycy sztuki doszukiwali się w postaciach Ateny, Arachne oraz innych prządek różnych inspiracji z innych znanych Velázquezowi dzieł. Według Diega Iñigueza figury te są uderzająco podobne do ignudów ze sklepienia Kaplicy Sykstyńskiej Michała Anioła. Inny historyk, Haldor Sochner, widział źródło inspiracji dla kompozycji obrazu w watykańskich Stanze Rafaela.
Velázquez jako pierwszy ukazał efekt obracającego się koła, malując na pierwszym planie wyraźnymi pociągnięciami pędzla wirujący krąg kołowrotka, przy którym siedzi stara prządka. Podobny efekt uzyskał przy drugiej kobiecie motkującej przędzę, której palce wydają się poruszać. Prezentowana technika malarska Velázqueza stała się inspiracją dla nowatorskich artystów francuskich XIX wieku.
W 1734 roku pałac El Alcazar strawił pożar. Obraz uległ częściowemu zniszczeniu. Pierwotnie dzieło Velázqueza miało rozmiary 164–167 × 250–252 cm. Po zmianach, prawdopodobnie w drugiej połowie XVIII wieku, obraz został powiększony z każdej strony: z lewej o 19,8 cm, z prawej o 18,7, u góry o 48,5 cm, a u dołu doszyto nierówny pas mający 7,85 cm na lewym brzegu i 2,6 cm na prawym.